# Land's End
Land's End (Penn-an-Wlas en llengua còrnica) és l'extrem oest de la península de Penwith a la costa de Cornualla, a la Gran Bretanya. És a uns 13 km a l'oest de Penzance. És el punt més occidental de la Gran Bretanya, i el seu nom significa «fi de la Terra», semblant a altres indrets com Fisterra a Galícia o Finisterre a França.
La distància des de Land's End (extrem sud-oest de Gran Bretanya) a John o' Groats a Escòcia (extrem nord-est de Gran Bretanya) és de 1.349 km per carretera. Les illes Scilly es troben a uns 45 km al sud-oest de Land's End.

## Una zona de flora excepcional
La zona està llistada per l'organització Plantlife com una «àrea important per a plantes» (Important Plant Area). La formació geològica particular dels penya-segats, en combinació amb els efectes de l'antiga indústria minera van crear un biòtop ideal per a líquens rars, com el Teloschistes flavicans a la zona de Porthgwarra. Espècies comunes són el bruc vermell i la bruguerola, les més rares són el Centaurium scilloides, Poa infirma, Lotus subbiflorus, boques de dragó, Fossombronia angulosa, Trifolium occidentale. A les prades marítimes de les penyes més escarpades proliferen festuca rogenca, Scilla verna, pastanaga salvatge, vulnerària, Plantago maritima així com els molt més rars peu de llebre i Trifolium ornithopodioides.